# Lajčo Budanović
Lajčo Budanović (Lajos) (Bajmok, 1873. március 27. – Szabadka, 1958. március 16.) katolikus pap, bácskai apostoli adminisztrátor.

## Pályafutása
Előkelő bunyevác családba született. Nagyapja Dulić Đeno. Az általános iskolát Bajmokon végezte el, a középiskolai tanulmányait Szabadkán és Kalocsán. A kalocsai papi szemináriumban végzezte tanulmányait. 1897. június 24-én szentelték pappá. Könnyen és jól beszélt magyarul.
Hercegszántón, Katymáron, Szabadkán, Újvidéken, Zomborban, majd Baján volt káplán. Béreg plébánosának 1912. július 26-án nevezték ki. A szabadkai Szent Teréz Plébánia plébánosa volt 1920. január 12-től.

### Püspöki pályafutása
1923. február 10-én az újonnan alapított Bácskai apostoli adminisztratúra élére kapott kinevezést, mint apostoli adminisztrátor. A második világháború alatt megfosztották ettől a funkciójától, csupán 1946. június 13-án nevezték ki újra.
Négy évvel később, 1927. február 28-án cisamói címzetes püspökké nevezték ki. 1927. május 1-jén szentelték püspökké.
Hihetetlen munkabírással rendelkezett, nem csupán az egyházi ügyekben, hanem a közművelődés és irodalom téren is. Számos templom építését kezdeményezte. Sokat foglalkozott a világi hívőkkel. A Paulinum szeminárium felépítését is elrendelte. 1941-re tervezte megnyitni Szabadkán a horvát nyelvű kisszemináriumot.
Antunovich János püspök szellemi követője volt a horvátság újjászületését illetően. Számos intézményt és szervezetet alapított. Ezen horvát intézmények működésének anyagi fedezetére alapítványt hozott létre 1933. június 26-án. Bár az alapítvány egyházjogi szempontból érvényesen került megalapításra, annak polgári bejegyzése meghiúsult a háború és a kommunizmus miatt. 1934. január 14-én megalapította a Szabadkai Maticát, amely magába foglalta a többi horvát társaságokat (Katolikus Kör, Legénykör) abból a célból, hogy megőrizze és ápolja a szabadkai és bácskai horvátok vallási identitását.
A Szent Teréz-székesegyházban temették el.

## Emléke
A Szabadkai egyházmegye atyjának tekintik, annak ellenére, hogy annak 1968-as alapítása előtt meghalt.

## Fordítás
- Ez a szócikk részben vagy egészben  a   Lajčo Budanović című horvát Wikipédia-szócikk ezen változatának fordításán alapul.  Az eredeti cikk szerkesztőit annak laptörténete sorolja fel. Ez a jelzés csupán a megfogalmazás eredetét és a szerzői jogokat jelzi, nem szolgál a cikkben szereplő információk forrásmegjelöléseként.